# Сомеш-Уйляк
Сомеш-Уйляк (рум. Someș-Uileac) — село у повіті Марамуреш в Румунії. Адміністративно підпорядковане місту Улмень.
Село розташоване на відстані 402 км на північний захід від Бухареста, 35 км на південний захід від Бая-Маре, 80 км на північ від Клуж-Напоки.

## Населення
За даними перепису населення 2002 року у селі проживали 875 осіб.
Національний склад населення села:
| Національність | Кількість осіб | Відсоток |
| -------------- | -------------- | -------- |
| румуни         | 847            | 96,8%    |
| угорці         | 26             | 3,0%     |

Рідною мовою назвали:
| Мова      | Кількість осіб | Відсоток |
| --------- | -------------- | -------- |
| румунська | 848            | 96,9%    |
| угорська  | 25             | 2,9%     |